# Launac
Launac è un comune francese di 1 263 abitanti situato nel dipartimento dell'Alta Garonna nella regione dell'Occitania.

## Società

### Evoluzione demografica
Abitanti censiti

## Monumenti

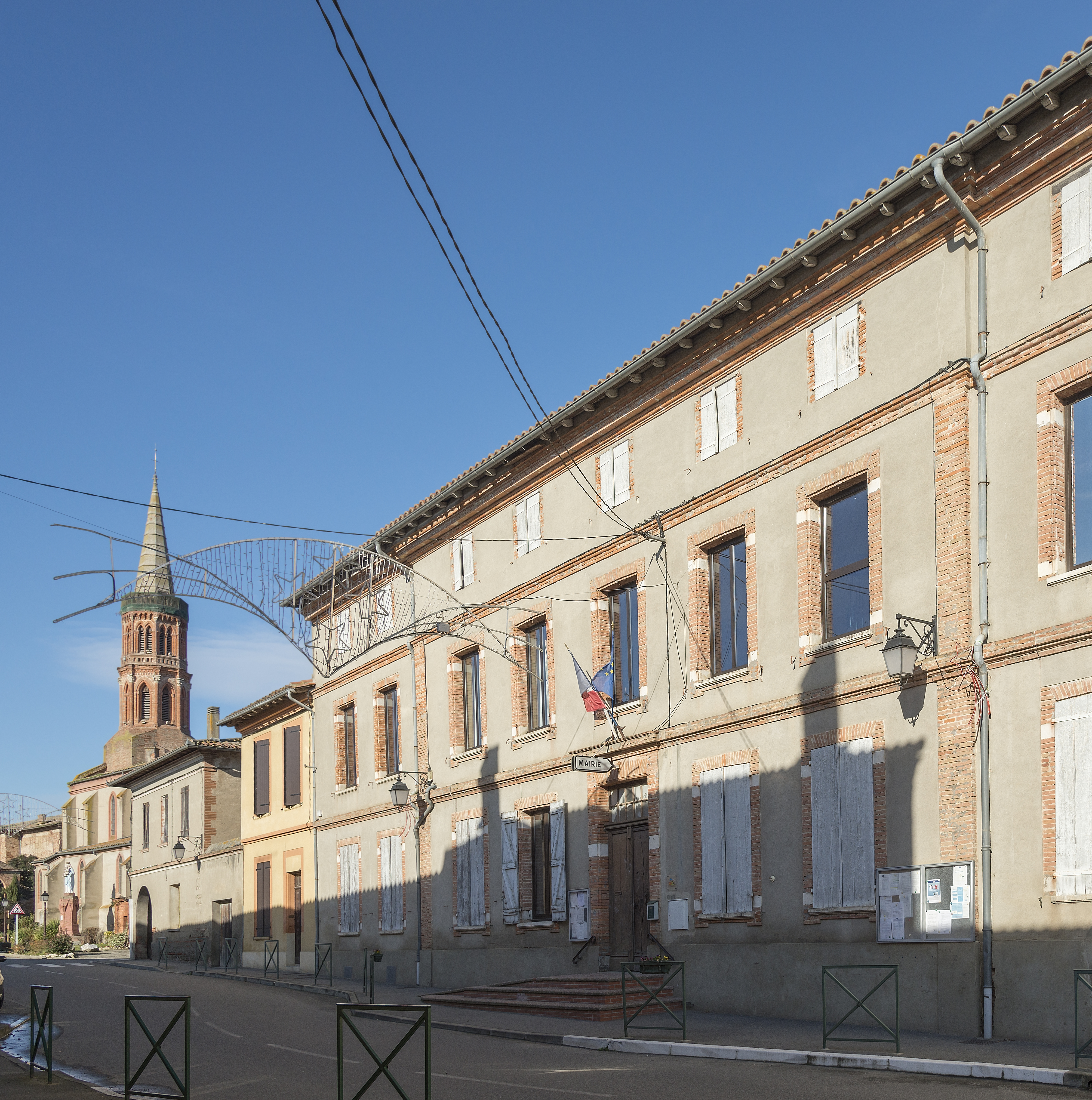
Il municipio.
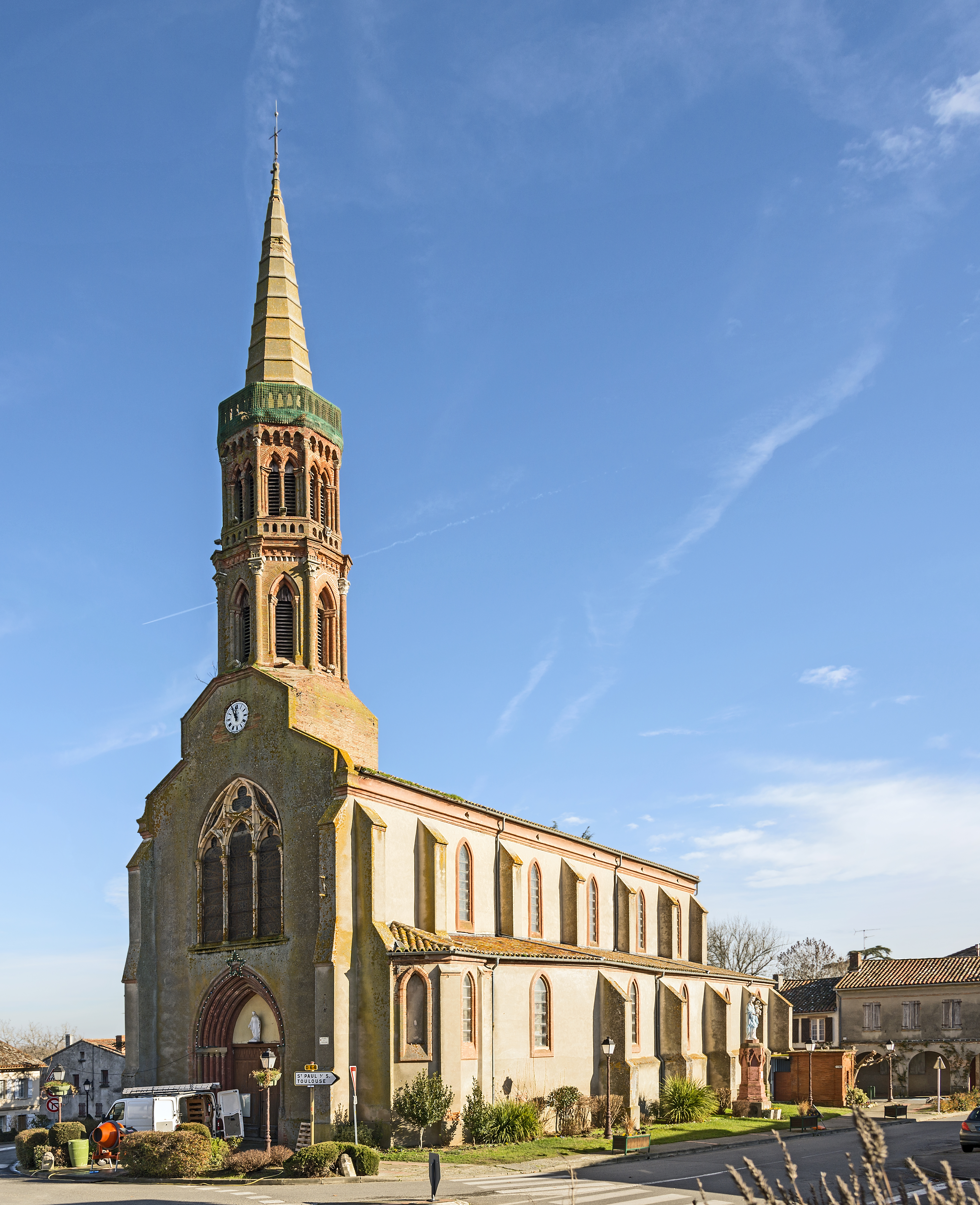
Chiesa Saint Étienne.
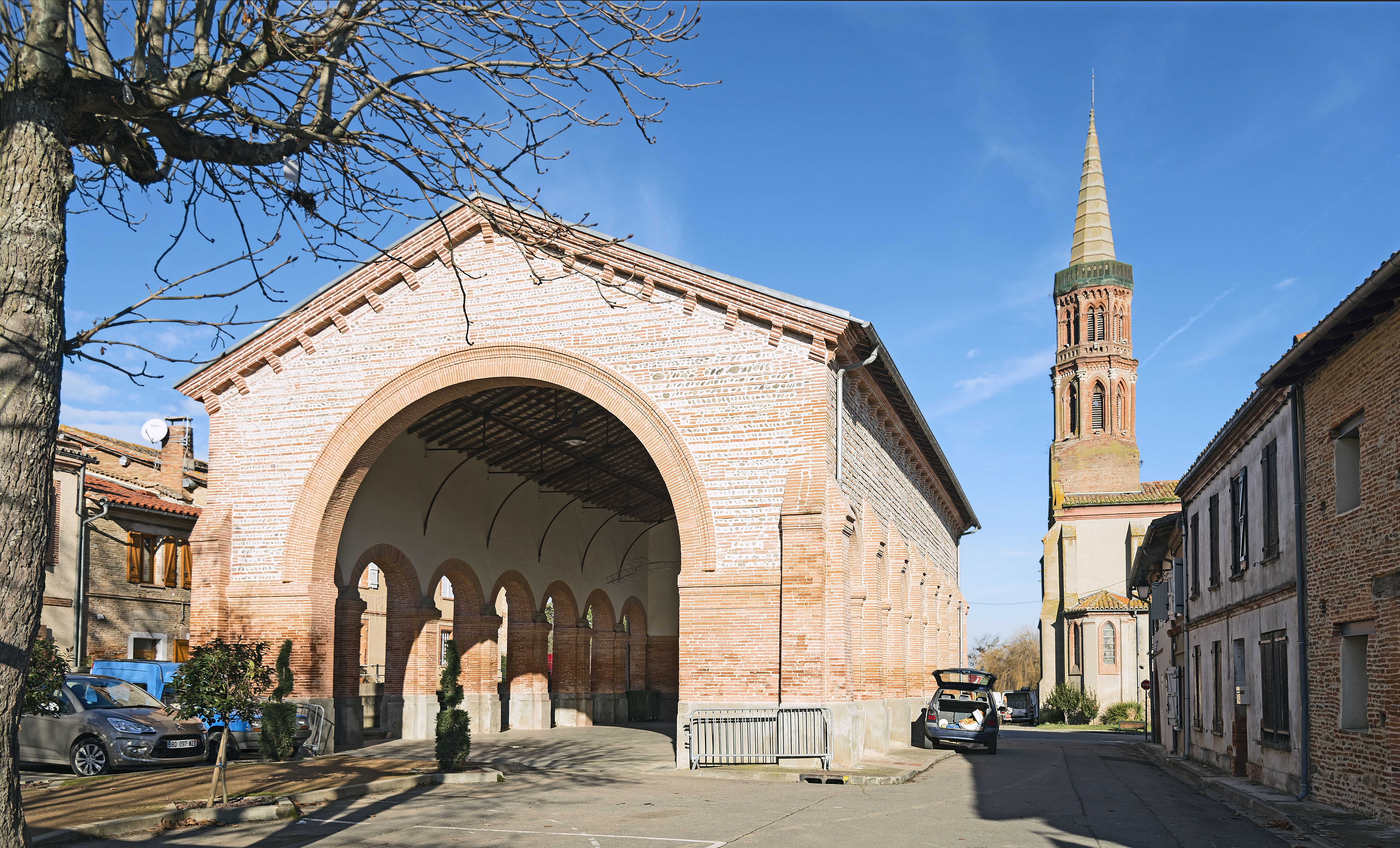
Il Mercato Coperto.
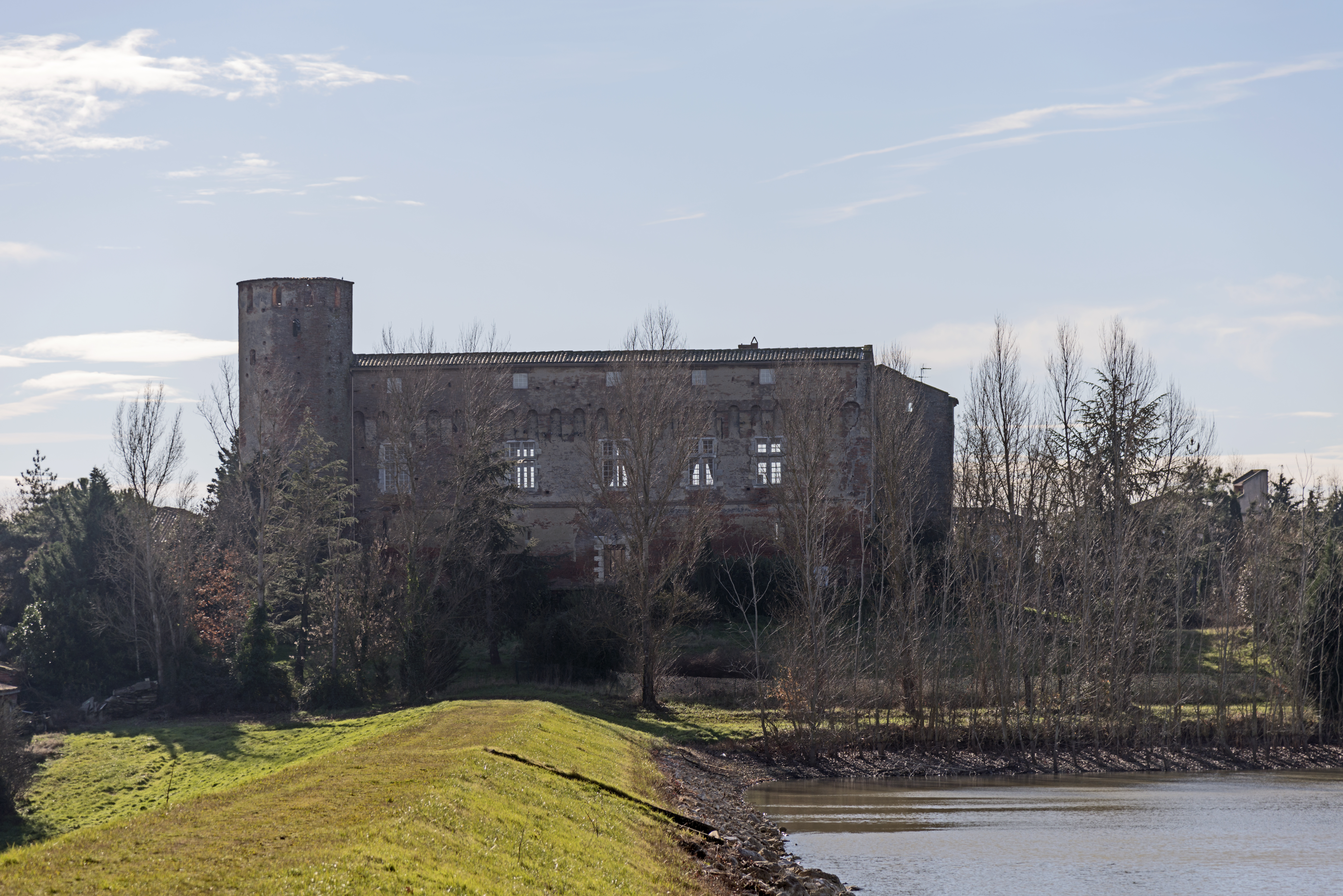
Castello.